# CAPN1
CAPN1‏ (Calpain 1) هوَ بروتين يُشَفر بواسطة جين CAPN1 في الإنسان.